# Labia mică
Labiile mici (lat. Labium minora pudendi) sau nimfele (nymphae), buzele vaginale mici,  sunt două pliuri tegumentare situate între labiile mari, în fanta (fisura) vulvară. Labiile mici prezintă variații mari în dimensiune, formă și culoare.

## Nume
Denumirea acestor organe provine de la cuvintele latinești labium – „buză” și minora – „mică”. Ele sunt denumite așa deoarece sunt mai subțire în raport cu labiile mari (Labia majora). Totuși, la multe femei labiile mici ies în afara labiilor mari și nu ar corespunde denumirii. Din acest motiv, în unele publicații se folosește și termenul de labii interne. 
Cuvântul nimfă (nympha) în limba greacă veche are semnificația de „mireasă”, „fecioară” sau „fată nemăritată”. În evul mediu acest cuvânt era utilizat pentru a desemna vulva în totalitate. Cu timpul, sensul termenului „nimfă” s-a rezumat la buzele mici. Deci, pentru descrierea acestor pliuri tegumentare pot fi utilizate expresiile: labii mici, buze vaginale mici și nimfe, mai frecvent este întâlnită, în literatura de specialitate, prima opțiune.

## Morfologie
Buzele vaginale mici sunt două cute de piele care înconjoară lateral orificiul vaginal și urinar, unind-se în partea anterioară și posterioară a vulvei. În extremitatea anterioară, fiecare labie mică se bifurcă în două repliuri pieloase ce înconjoară glandul clitorisului – cea mai sensibilă regiune a aparatului erectil feminin. Repliul superior al glandului, ale unei labii se unește cu cel al labiei opuse formând prepuțul clitoridian (praeputium clitoridis). Ramificațiile tegumentare de dedesubtul glandului clitoridian alcătuiesc împreună frâul clitoridian (frenulum clitoridis). În partea posterioară, labiile se unesc în frâul (frenulum) labial (frenulum labiorum pudendi) sau furșetă. În unele cazuri furșeta lipsește și labiile mici se reduc treptat, unindu-se cu labiile mari.
Din punct de vedere morfologic, fiecare labie mică posedă câte două fețe și două margini. Fața externă vine în contact cu fața internă a labiilor mari. Labiile mici sunt despărțite de labiile mari prin șanțul nimfo-labial. Fețele interne a labiilor mici contactează între ele. Între labiile mici, pe linie mediană, se află șanțul nimfo-himenial, la baza căruia, prin îndepărtarea labiilor mici, se face vizibil vestibulul vaginal. Pe suprafața vestibulului se deschid canalele glandelor vestibulare (Skene, Bartholin), orificiile urinar și vaginal. 
Marginea externă (inferioară) este liberă, convexă și pigmentată foarte intens. Marginea superioară aderă la baza vulvei. Buzele vaginale mici au o lungime medie de circa de 30-40 mm, lățimea de 10-30 mm și grosimea de 4-5 mm, atestându-se o variabilitate individuală. 

## Anatomie
Labiile mici sunt alcătuite din două straturi de piele între care se află o placă alcătuită din țesut conjunctiv, fibre elastice și vase sangvine puternic ramificate. Abundența vaselor sangvine creează un țesut erectil, similar țesutul spongios. Dermul labiilor mici este bogat terminații nervoase libere și receptori senzitivi, precum: corpusculii voluptății (corpusculii sexuali) - varietate a corpusculilor Krause, corpusculii Pacini și Meissner. Suprafața labiilor, în cazuri rare, poate fi netedă sau, cel mai des, rugoasă, roză sau brună. Tegumentul este lipsit complet de pilozitate și glande sudoripare, dar este bogat în glande sebacee. La fetițe nou-născute labiile mici proeminează, ca mai apoi, odată cu creșterea, devin acoperite complet de labiile mari. În perioada pubertară trec prin numeroase modificări individuale pentru fiecare femeie.

## Fiziologie

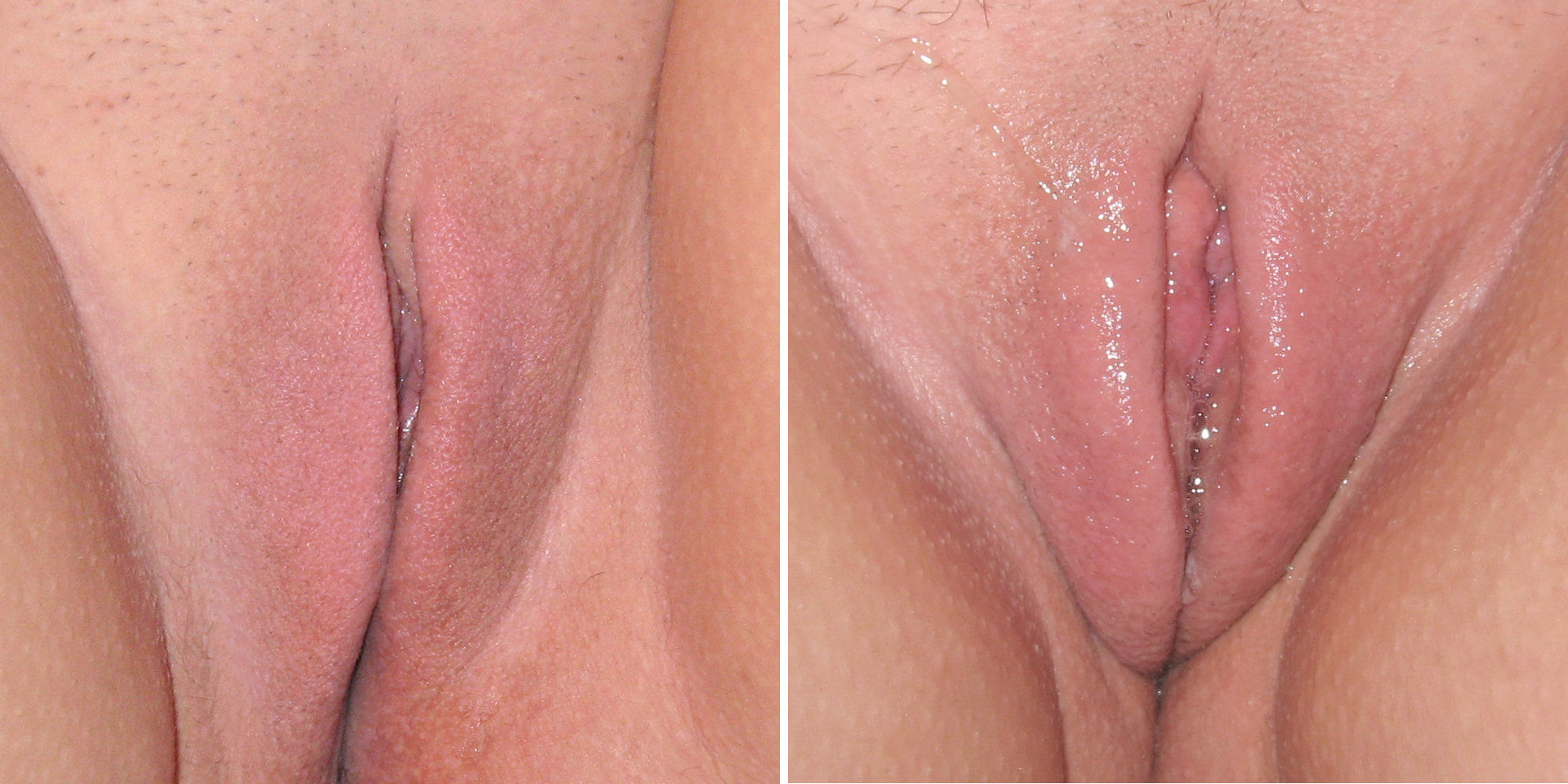
Lubrifierea vulvei și dilatarea labiilor mici în timpul excitației

Buzele vaginale mici au o funcție majoră în activitatea sexuală. Datorită vascularizației bogate, ele constituie organe semierectile. Stimularea sexuală declanșează vasoconstricția venelor, de duce la umflarea și creșterea în dimensiuni a labiilor mici. Grosimea labiilor excitate poate crește de 2-3 ori. În faza de platou a răspunsului sexual, culoarea fețelor labiilor se schimbă de la roz până la un roșu intens. Totuși, modificările descrise diferă pentru fiecare femeie.
Terminațiile nervoase libere și corpusculii senzitivi asigură o sensibilitate înaltă a labiilor mici, fiind una din cele mai importante zone erogene importante, alături de clitoris (mai puțin bulbii vestibulari).
Glandele Bartholin elimină secreții fluide ce lubrifiază intrarea în vagin. În așa mod, se previne iritația mecanică a epiteliului vulvar și vaginal în timpul penetrării. 
De asemenea, labiile mici au un rol în prevenirea pătrunderii microorganismelor patogene în canalul vaginal. Prepuțul și frâul protejează glandul clitorisului, care este foarte sensibil la atingere. În faza de platou și orgasm, glandul se retrage sub prepuț.

## Variații

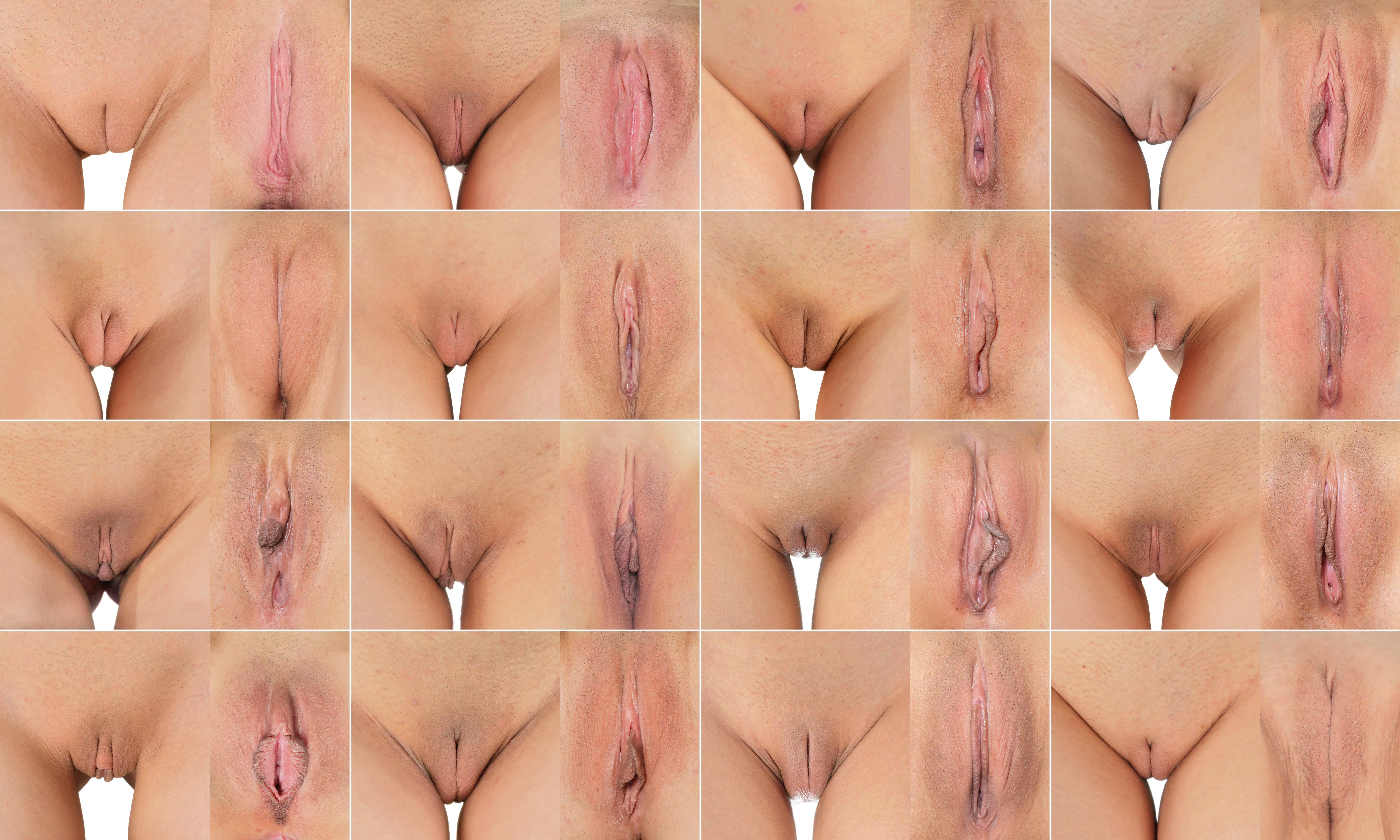
Diversitatea labiilor mici

Aspectul extern al buzelor vaginale mici prezintă variații individuale pentru fiecare femeie, într-un diapazon foarte larg. Labiile interne pot fi mai late și să extindă dincolo de fanta vulvară, devenind vizibile la exterior. Astfel, labiile mici par să fie mai mari decât labiile mari. De asemenea, se poate constata diferențe individuale pentru toți parametrii morfologici ai labiilor mici: lungimea, grosimea, suprafața tegumentului (neted sau rugos), culoarea (la femeile albe: roz, brună, gri sau chiar neagră) și simetria (una din labii poate să fie mai lată). Datorită acestei varietății, nu se poate vorbi de o formă „normală” a labiilor, decât dacă aceasta provoacă iritare și inflamare. Nu se poate indica existența unui etalon al frumuseții al organelor genitale externe.

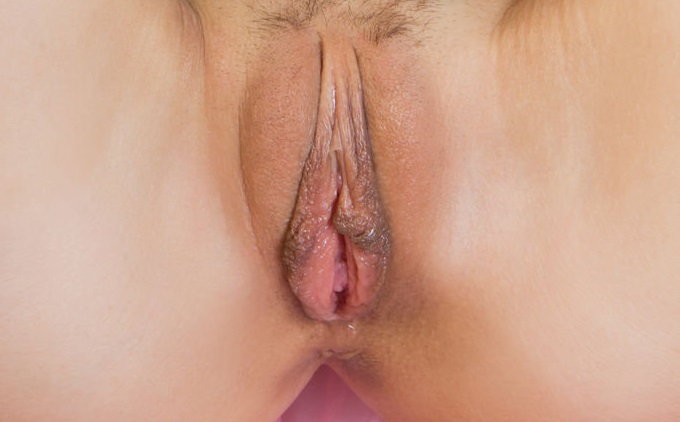
Labii mici dezvoltate

Totuși, din cauza răspândirii largi a producției pornografice, prin intermediul mass-mediei și pe internet (adesea imaginile fiind selectate sau editate digital) are loc formare concepțiilor greșite despre ceea ce înseamnă „normalul„. Adesea, corpul nud feminin este prezentat cu labii externe ce acoperă complet celelalte structuri vulvare, iar labii mici sunt de dimensiuni reduse, invizibile la suprafață. În lipsa unei informări corecte cu privire la cum ar trebuie să arate vulva, pot apărea efecte negative ale stării emoționale ale femeii. Acest lucru poate determina apariția unor tulburări emoționale și mentale, cum ar fi dismorfofobia, sentimentul de jenă de a ieși în public în haine strâmte sau în costum de baie, lipsa siguranței de sine, frica de apreciere negativă a corpului de către persoanelor din jur, inclusiv de către partenerii conjugali. În plus, a fost creată o nouă industrie în domeniul chirurgiei cosmetice/plastice genitale feminine, care oferă o „soluție” rapidă a problemei dimensiunii exagerate a labiilor. De fapt, intervenția chirurgicală este necesară doar femeilor cu malformații ale organelor genitale sau în cazul apariția iritațiilor și inflamațiilor uro-genitale datorate dimensiunilor și formei labiilor. 

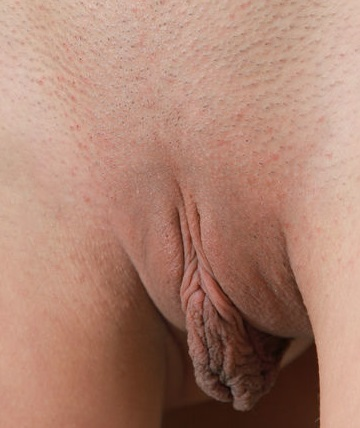
Vulvă cu labii „lărgite”

Percepția estică a a dimensiunii buzelor vaginale variază considerabil, unele persoane subliniind frumusețea buzelor mici mărite, în timp ce alte preferă labii mici reduse. 
Din 2003 până în 2004, cercetătorii de la Departamentul de Ginecologie al Spitalului Elizabeth Garret Anderson din Londra, au măsurat dimensiunile labiilor și ale altor structuri genitale la 50 de femei, cu vârsta între 18 și 50 de ani (cu o medie de 35,6 ani). Rezultatele sunt prezentate în tabelul de mai jos.
| Caracterul             | Amplitudinea, mm | Media, mm |
| ---------------------- | ---------------- | --------- |
| Lungimea labiilor mici | 20-100           | 60,6      |
| Lățimea labiilor mici  | 5-60             | 21,8      |

Alt studiu din 2013, realizat printre 458 de femei cu vârsta cuprinsă între 14 - 60 ani, oferă următoare date:
- Amplitudinea variației lățimii labiilor mici ale pacientelor: 4-165 mm;
- Simetria labiilor mici: 63% dintre femeile examinate prezentau labii asimetrice, la 54% dintre respondente diferența între labia stângă și dreaptă constituia până la 1 cm;
- Culoare labiilor mici: 69,7% din femei posedă labii roz și 30,3% având o altă culoare, inclusiv maro, gri, violet și negru.[4]

În perioada lunilor mai 2012 - octombrie 2013, la Departamentul de Obstetrică și Ginecologie din Centrul Medical Kolding a fost efectuat un studiu care viza vizibilitatea și lățimea labiilor mici ale pacientelor. În plus, femeile au fost întrebate dacă își percepeau organele genitale ca fiind „normale” sau nu. În total, au fost chestionate 244 de femei. Peste 90% din numărul femeilor aveau labii cu lățimea de cel puțin de 2,6 cm. Circa la 56% din persoanele investigate prezentau labii minore proeminente și vizibile, adică, ieșeau în afara labiilor mari sau erau la nivelul acestora. În ceea ce privește percepția organelor genitale externe, 86,5% au considerat labiile lor ca fiind „normale”. În concluzie, autorii subliniază că manifestare la exterior a labiilor mici este frecventă. 

### Hipertrofie

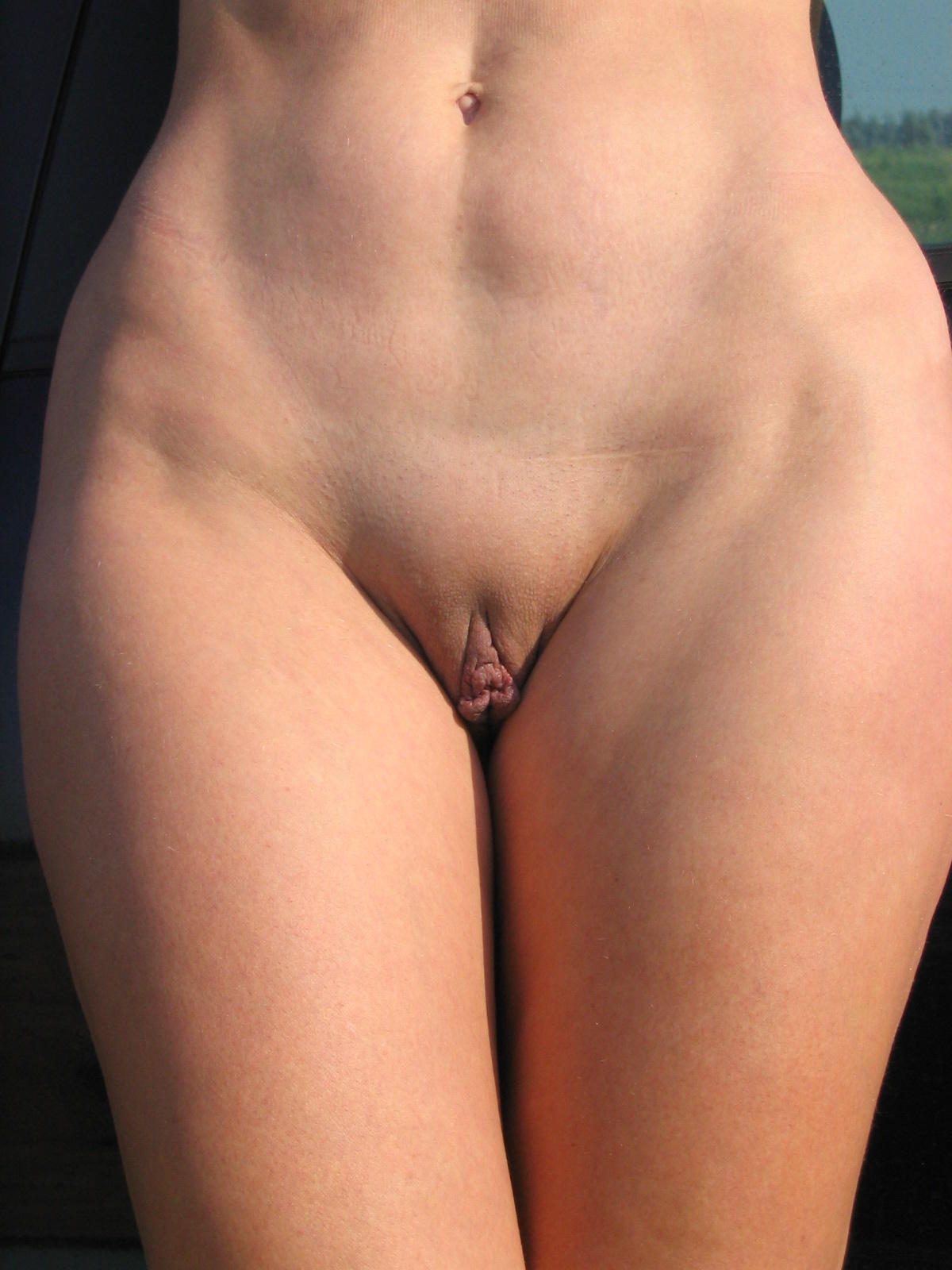
Hipertrofia labiilor mici

Hipertrofia labiilor mici reprezintă dezvoltarea lor „excesivă”, ieșind mult dincolo de labiile mari. Cât privește definiția „hipertrofiei labiale” nu există un consens între specialiști din domeniu (ginecologi, pediatri și chirurgi plastici). În 1983, ginecologul Friedrich Eduard G., de la Universitatea din Florida, a propus ca „hipertrofie” a labiilor mici să se considere cazurile în care lățimea dintre marginea internă și marginea externă a labiei este mai mare de 5 cm. cercetători au sugerat că lățime „normală” a buzelor vaginale mici trebuie să fie nu mai mare de 3-4 cm. Alții au propus să se măsoare lățimea labiilor mici nu de la marginea lor internă, ci în raport cu labiile mari.
Cu toate acestea, această formă de „hipertrofie” nu este o malformație sau anomalie ale organelor genitale. Mai degrabă, reprezintă o caracteristică individuală și normală a femeii. De regulă, hipertrofia labială este inofensivă, numai în cazuri rare, labiile lărgite pot provoca disconfort, iritație sau dureri în timpul șezutului, practicării unor sporturi și a actului sexual etc. În situațiile când labiile supradezvoltate prezintă efecte negative, se poate recurge la labioplastie, procedură chirurgicală de scurtare/corecție a labiilor.
Există puține date clinice pentru a putea identifica cauzele exacte ale variației dimensiunilor buzelor mici. Se presupune că mărimea lor este influențată de către hormoni, factori genetici, inflamații anterioare ale labiilor, varicoză vulvară etc.

### Elongare
În unele triburi din Africa de Est și de Sud se practică alungirea buzelor vaginale mici. Fenomenul a fost menționat pentru prima dată de către europeni la femeile khoikhoi, la care buzele mici ajungeau până la 20 cm în lățime, formând așa-numitul „șorțul hotentotelor”. În prezent această practică a fost semnalizată la mai multe popoare din Africa de Sud, Namibia, Lesotho, Zimbabwe, Zambia, Malawi, Mozambic, Tanzania, Burundi, Uganda, Rwanda, Republica Democrată Congo. Uneori, fetele se simt constrânse să-și alungească labiile din cauza fricii de stigmatizarea de către comunitate și lipsei unei perspective de a se căsători. În aceste comunități, bărbații consideră femeile cu labiile largi mai atractive.
Alungirea buzelor vaginale este practicată pe parcursul mai multor ani pentru a obține un rezultat de durată. Fetele încep să alungească labiile la vârsta de 8-14 ani, când labiile sunt mai elastice. Procesul alungirii continuă până la atingerea maturității, adică în perioada căsătoriei. Alungirea se face prin întinderea manuală ale labiilor, prin intermediul masajului special și cu ajutor unor creme sau unguente pe baza de amestec de ierburilor, în dependență de regiunea geografică: (Solanum incanum, Solanum aculeastrum, Bidens pilosa, frunze de bananier și cartofi, ulei de ricin etc). Pasta obținută ameliorează durerea, înmoaie și măresc volumul labiilor pentru a facilita întinderea.
Motivul pentru care femeile recurg la această practică este intensificarea plăcerii sexuale ale ambilor parteneri. La influența stimulilor sexuali, labiile mici alungite se dilată mai intens îngustând și mai mult introisul vaginal. Aceasta contribuie amplificare sensibilității tactile prin mărirea suprafața de contact a vulvei cu penisul în timpul penetrării. În Rwanda, femeile care au buzele vaginale mai mare ating mai ușor orgasmul.
Anterior, Organizația Mondială a Sănătății (OMS) a inclus alungirea labiilor în categoria mutilării genitale feminine. În 2008, OMS a recalificat practica ca o modificare corporală fără efecte negative.

## Omologie
Labia mică se dezvoltă din aceleași structuri embrionare, din care la bărbat se formează rafeul penian (inclusiv frenul prepuțului) și rafeul scrotal.